# Europapokal der Landesmeister (Handball) der Frauen 1980/81
Der Europapokal der Landesmeister 1980/81 war die 20. Austragung des Wettbewerbs, an der 21 Handball-Vereinsmannschaften aus 20 Ländern teilnahmen. Diese qualifizierten sich in der vorangegangenen Saison in ihren Heimatländern für den Europapokal. Im Finale setzte sich Spartak Kiew gegen Titelverteidiger RK Radnički Belgrad durch und gewann damit zum achten Mal den Pokal.

## Vorrunde
|                              | Gesamt |                 | Hinspiel | Rückspiel |
| ---------------------------- | ------ | --------------- | -------- | --------- |
| LC Brühl Handball St. Gallen | 20:16  | HC Tongeren     | 10:80    | 10:80     |
| HC Bascharage                | 15:49  | Hellas Den Haag | 06:25    | 09:24     |
| RK Osijek                    | 45:30  | Íber Valencia   | 25:15    | 20:15     |
| Ruch Chorzów                 | 32:26  | TSC Berlin      | 19:90    | 13:17     |
| Spartak Kiew                 | 30:28  | Vasas Budapest  | 19:14    | 11:14     |

Maccabi Ramat Gan, Iskra Partizanske, Stockholmspolisens IF, TSV Bayer 04 Leverkusen, Hypobank Südstadt, Frederiksberg IF, VIF G. Dimitrow Sofia, Paris Université Club, Skogn IL, CS Știința Bacău und Titelverteidiger RK Radnički Belgrad hatten ein Freilos und stiegen damit direkt in das Achtelfinale ein.

## Achtelfinale
|                              | Gesamt        |                       | Hinspiel | Rückspiel |
| ---------------------------- | ------------- | --------------------- | -------- | --------- |
| RK Osijek                    | 55:18         | Maccabi Ramat Gan     | 29:70    | 26:11     |
| Iskra Partizanske            | 30:24         | Stockholmspolisens IF | 16:12    | 14:12     |
| TSV Bayer 04 Leverkusen      | 20:22         | Hypobank Südstadt     | 12:12    | 08:10     |
| Frederiksberg IF             | 25:25 7m: 3:4 | VIF G. Dimitrow Sofia | 16:14    | 9:11      |
| Paris Université Club        | 23:28         | Skogn IL              | 12:16    | 11:12     |
| CS Știința Bacău             | 31:33         | Ruch Chorzów          | 17:15    | 14:18     |
| Hellas Den Haag              | 14:53         | Spartak Kiew          | 08:20    | 06:33     |
| LC Brühl Handball St. Gallen | 16:50         | RK Radnički Belgrad   | 06:28    | 10:22     |

1. ↑   Beide Spiele fanden in Frederiksberg statt.

## Viertelfinale
|                   | Gesamt |                       | Hinspiel | Rückspiel |
| ----------------- | ------ | --------------------- | -------- | --------- |
| RK Osijek         | 25:24  | Hypobank Südstadt     | 17:14    | 08:10     |
| Iskra Partizanske | 30:38  | VIF G. Dimitrow Sofia | 18:17    | 12:21     |
| Spartak Kiew      | 39:27  | Ruch Chorzów          | 20:16    | 19:11     |
| Skogn IL          | 29:42  | RK Radnički Belgrad   | 12:16    | 17:26     |

## Halbfinale
|              | Gesamt |                       | Hinspiel | Rückspiel |
| ------------ | ------ | --------------------- | -------- | --------- |
| RK Osijek    | 31:33  | RK Radnički Belgrad   | 19:18    | 12:15     |
| Spartak Kiew | 41:30  | VIF G. Dimitrow Sofia | 22:11    | 19:19     |

## Finale
Das Hinspiel fand am 19. April 1981 in Kiew und das Rückspiel am 26. April 1981 in Belgrad statt.
|              | Gesamt |                     | Hinspiel | Rückspiel |
| ------------ | ------ | ------------------- | -------- | --------- |
| Spartak Kiew | 39:26  | RK Radnički Belgrad | 22:13    | 17:13     |